# アウロンツォ・ディ・カドーレ
アウロンツォ・ディ・カドーレ（伊: Auronzo di Cadore）は、イタリア共和国ヴェネト州ベッルーノ県にある、人口約3,100人の基礎自治体（コムーネ）。

## 地理

### 位置・広がり
ベッルーノ県北部、カドーレ地方のコムーネ。ヴェネツィアの北約120 km、ベッルーノの東北約50 kmに位置する。

#### 隣接コムーネ
隣接するコムーネは以下の通り。括弧内のBZはボルツァーノ自治県所属を示す。
- カラルツォ・ディ・カドーレ
- コメーリコ・スペリオーレ
- コルティーナ・ダンペッツォ
- ダンタ・ディ・カドーレ
- ドッビアーコ (BZ)
- ドメッジェ・ディ・カドーレ
- ロッツォ・ディ・カドーレ
- サン・ヴィート・ディ・カドーレ
- サント・ステーファノ・ディ・カドーレ
- セスト (BZ)
- ヴィーゴ・ディ・カドーレ

### 地勢
ドロミーティの山岳地帯に位置する。村域にはミズリーナ湖がある。

### 気候分類・地震分類
気候分類では、zona F, 4166 GGに分類される。
また、イタリアの地震リスク階級 (it) では、zona 3 (sismicità bassa) に分類される。

## 姉妹都市
- リーパリ、イタリア
- Ilópolis、ブラジル